# Blokang
Blokang is een bestuurslaag in het regentschap Serang van de provincie Banten, Indonesië. Blokang telt 3389 inwoners (volkstelling 2010).